# Divorce à l'américaine
Pour plus de détails, voir Fiche technique et Distribution.
Divorce à l'américaine (Divorce American Style) est un film américain réalisé par Bud Yorkin, sorti en 1967.

## Synopsis
Dick Van Dyke et Debbie Reynolds forment un couple de banlieue, rencontrant des problèmes que même le divorce ne peut réussir à surmonter.

## Fiche technique
- Titre : Divorce à l'américaine
- Titre original : Divorce American Style
- Réalisation : Bud Yorkin
- Scénario : Norman Lear d'après une histoire de Robert Kaufman
- Musique : Dave Grusin
- Direction artistique : Edward Stephenson
- Décors de plateau : Frank Tuttle
- Costumes : Bob Mackie
- Photographie : Conrad L. Hall
- Montage : Ferris Webster
- Producteur : Norman Lear
- Société de production : National General Production Inc. et Tandem Enterprises Inc.
- Société de distribution : Columbia Pictures
- Pays de production :  États-Unis
- Langue d'origine : anglais américain
- Format : couleur (Technicolor) — 35 mm — 1,85:1 — son : mono
- Genre : comédie satirique
- Durée : 109 minutes
- Dates de sortie :
  - États-Unis : 21 juin 1967
  - France : 23 janvier 1968

## Distribution
- Dick Van Dyke : Richard Harmon
- Debbie Reynolds : Barbara Harmon
- Jason Robards : Nelson Downes
- Jean Simmons : Nancy Downes
- Van Johnson : Al Yearling
- Joe Flynn : Lionel Blandsforth
- Shelley Berman : David Grieff
- Martin Gabel : Dr Zenwinn
- Lee Grant : Dede Murphy
- Tom Bosley : Farley
- Emmaline Henry : Fern Blandsforth
- Richard Gautier : Larry Strickland
- Tim Matheson :  Mark Harmon
- Gary Goetzman : Jonathan Harmon
- Eileen Brennan : Eunice Tase
- Shelley Morrison : Jackie

Acteurs non crédités
- Tom D'Andrea : le mari fâché de Mildred (voix)
- Jackie Searl : un mari